# Paul Heckingbottom
Paul Heckingbottom (Barnsley, 17 luglio 1977) è un allenatore di calcio ed ex calciatore inglese, di ruolo difensore, tecnico del Preston N.E..

## Carriera
Heckingbottom ha giocato come difensore per diversi club inglesi, tra cui Sunderland, Scarborough, Hartlepool United, Darlington, Norwich City, Bradford City, Barnsley e Mansfield Town.

### Allenatore

#### Barnsley
Heckingbottom ha iniziato la sua carriera da allenatore sulla panchina delle giovanili del Barnsley e il 6 febbraio del 2016 viene nominato allenatore della prima squadra, dopo averla allenata ad interim. 
Sulla panchina del Barnsley ha vinto il suo primo trofeo da allenatore, l'EFL Trophy, e soprattutto riesce a raggiungere la promozione in Championship, dove esordirà il 6 agosto 2016 nella sconfitta per 4-2 dei suoi contro l'Ipswich.
Heckingbottom viene esonerato 2 stagioni dopo il 5 febbraio 2018, rimanendo seduto sulla panchina del Barnsley per 105 partite, con una media di 1,32 punti a partita. Il giocatore più utilizzato da Paul al Barnsley è stato Adam Davies, che poi ritroverà anni dopo allo Sheffield United, in 104 presenze, mentre è Sim Winnall ad avere più gol con Heckinbottom allenatore: 19 gol in 42 presenze.
Conor Hourihane, altro giocatore che ritroverà nelle blades, è invece il miglior assistman in queste 2 stagioni: 22 in 50 presenze.

#### Leeds United
Più deludente la breve esperienza sulla panchina del Leeds, dove viene assunto il 6 febbraio 2018 e dove disputerà 16 partite, totalizzando precisamente 16 punti.
Viene, quindi, esonerato a fine stagione, il primo giugno 2018, lasciando con Jansson a 15 presenze su 16 partite e con i 3 gol e 4 assist del trequartista Pablo Hernandez. 

#### Hibernian
Il 13 febbraio 2019 viene assunto come allenatore dall'Hibernian FC, squadra scozzese, con cui disputa ben 32 partite e con cui non vince nessun titolo.
Esordisce nella massima categoria scozzese il 16 febbraio vincendo 2-0 contro l'Hamilton. Ha perso, invece, la sua prima partita in SFA Cup perdendo anche in questo caso 2-0 contro il Celtic.
Da sottolineare le 32 presenze di Daryl Horgan, i 9 gol di Florian Kamberi e i 6 assist di Stevie Mallan sotto la sua gestione.

#### Sheffield United
Il 27 luglio 2020, viene scelto dallo Sheffield United, come allenatore della squadra under 23.
Il 13 marzo 2021, però, dopo un'annata disastrosa delle blades nella loro seconda stagione in Premier, viene esonerato Chris Wilder, storico allenatore della squadra di Bramall Lane, e lo Sheffield United annuncia Paul come allenatore ad interim per il resto della stagione, che ormai era già compromessa.
L'esonero di Wilder sconvolge tifosi, ma anche giocatori, che 1 giorno dopo scendono in campo in campionato contro il Leicester, da cui prendono 5 gol.
Anche l'esordio in FA Cup di Heckingbottom non è dei migliori: sconfitta per 2-0 contro il Chelsea ed eliminazione dalla competizione. 
L'ex allenatore del Barnsley chiude la sua stagione ad interim con 11 partite, riuscendo a vincerne 3 e segnando un nuovo record: Daniel Jebbison viene schierato contro l'Everton, e segna il gol dell'1-0 che gli permette di essere il più giovane di sempre a segnare in una partita di Premier League.
A fine stagione torna ad allenare l'Under 23 dello Sheffield United, mentre le blades firmano Jokanovic come nuovo allenatore per la stagione successiva.
Lo Sheffield United inizia in maniera disastrosa la prima stagione in Championship dopo la retrocessione, ritrovandosi addirittura in zona retrocessione.
Jokanovic, quindi, viene esonerato dopo la vittoria contro il Reading per 1-0 e a sorpresa viene scelto Heckingbottom come nuovo allenatore, ma questa volta in modo permanente firmando un contratto fino al 30 giugno 2026.
Paul ripaga la fiducia dello Sheffield ed esordisce in campionato con una vittoria per 2-0 il 28 novembre 2021 contro il Bristol.
La stagione dello Sheffield United svolta completamente con Heckingbottom in panchina che in 28 partite, porta a casa 15 vittorie, 8 pareggi e sole 7 sconfitte, con una media di 1,77 punti di media a partita.
Lo Sheffield a fine stagione si piazza al quinto posto e si qualifica dunque ai playoff per la promozione.
Sfida il Nottingham in 2 partite, perdendo la prima per 2-1 a Bramall Lane. 
Al ritorno lo Sheffield United riesce a rimontare la situazione con i gol di Morgan Gibbs-White e di John Fleck, portando la partita ai calci di rigori, dove perderà a causa agli errori dal dischetto di Norwood, Hourihane e di Gibbs-White.
Oltre al portiere Foderingham, il più presente della stagione sotto la guida di Heckingbottom è Norwood con 30 presenze.
Il miglior marcatore invece è il capitano Billy Sharp con 10 gol in 21 presenze, mentre è il talentuosissimo Gibbs-White, in prestito dal Wolves, ad essere il giocatore con più assist: 8 in 24 presenze, uniti anche agli 8 gol segnati.

## Statistiche

### Statistiche da allenatore
Statistiche aggiornate al 5 dicembre 2023. In grassetto le competizioni vinte.
| Stagione             | Squadra              | Campionato           | Campionato | Campionato | Campionato | Campionato | Coppe nazionali | Coppe nazionali | Coppe nazionali | Coppe nazionali | Coppe nazionali | Coppe continentali | Coppe continentali | Coppe continentali | Coppe continentali | Coppe continentali | Altre coppe | Altre coppe | Altre coppe | Altre coppe | Altre coppe | Totale | Totale | Totale | Totale | % Vittorie | Piazzamento      |
| Stagione             | Squadra              | Comp                 | G          | V          | N          | P          | Comp            | G               | V               | N               | P               | Comp               | G                  | V                  | N                  | P                  | Comp        | G           | V           | N           | P           | G      | V      | N      | P      | %          | Piazzamento      |
| -------------------- | -------------------- | -------------------- | ---------- | ---------- | ---------- | ---------- | --------------- | --------------- | --------------- | --------------- | --------------- | ------------------ | ------------------ | ------------------ | ------------------ | ------------------ | ----------- | ----------- | ----------- | ----------- | ----------- | ------ | ------ | ------ | ------ | ---------- | ---------------- |
| feb. 2015            | Barnsley             | FL1                  | 3          | 2          | 0          | 1          | FACup+CdL       | -               | -               | -               | -               | -                  | -                  | -                  | -                  | -                  | FLT         | -           | -           | -           | -           | 3      | 2      | 0      | 1      | 66,67      | Ad interim       |
| feb.-giu. 2016       | Barnsley             | FL1                  | 18+3       | 10+3       | 5+0        | 3+0        | FACup+CdL       | -               | -               | -               | -               | -                  | -                  | -                  | -                  | -                  | FLT         | 1           | 1           | 0           | 0           | 22     | 14     | 5      | 3      | 63,64      | Sub. 6º (prom.)  |
| 2016-2017            | Barnsley             | FLC                  | 46         | 15         | 13         | 17         | FACup+CdL       | 2+1             | 0+0             | 2+1             | 0+0             | -                  | -                  | -                  | -                  | -                  | -           | -           | -           | -           | -           | 49     | 15     | 16     | 17     | 30,61      | 14º              |
| 2017-feb. 2018       | Barnsley             | FLC                  | 30         | 6          | 9          | 15         | FACup+CdL       | 1+3             | 0+2             | 0+0             | 1+1             | -                  | -                  | -                  | -                  | -                  | -           | -           | -           | -           | -           | 34     | 8      | 9      | 17     | 23,53      | Eson.            |
| Totale Barnsley      | Totale Barnsley      | Totale Barnsley      | 97+3       | 33+3       | 27+0       | 36+0       |                 | 7               | 2               | 3               | 2               |                    | -                  | -                  | -                  | -                  |             | 1           | 1           | 0           | 0           | 108    | 39     | 30     | 38     | 36,11      |                  |
| feb.-giu. 2018       | Leeds Utd            | FLC                  | 16         | 4          | 4          | 8          | FACup+CdL       | -               | -               | -               | -               | -                  | -                  | -                  | -                  | -                  | -           | -           | -           | -           | -           | 16     | 4      | 4      | 8      | 25,00      | Sub. 13º         |
| feb.-giu. 2019       | Hibernian            | SP                   | 14         | 6          | 4          | 4          | SC+CdL          | 2+0             | 1               | 0               | 1               | UEL                | -                  | -                  | -                  | -                  | -           | -           | -           | -           | -           | 16     | 7      | 4      | 5      | 43,75      | Sub. 5º          |
| lug.-nov. 2019       | Hibernian            | SP                   | 11         | 1          | 6          | 4          | SC+CdL          | 0+7             | 3               | 3               | 1               | -                  | -                  | -                  | -                  | -                  | -           | -           | -           | -           | -           | 18     | 4      | 9      | 5      | 22,22      | Eson.            |
| Totale Hibernian     | Totale Hibernian     | Totale Hibernian     | 25         | 7          | 10         | 8          |                 | 9               | 4               | 3               | 2               |                    | -                  | -                  | -                  | -                  |             | -           | -           | -           | -           | 34     | 11     | 13     | 10     | 32,35      |                  |
| mar.-giu. 2021       | Sheffield Utd        | PL                   | 10         | 3          | 0          | 7          | FACup+CdL       | 1+0             | 0               | 0               | 1               | -                  | -                  | -                  | -                  | -                  | -           | -           | -           | -           | -           | 11     | 3      | 0      | 8      | 27,27      | Sub. 20º (retr.) |
| 2021-2022            | Sheffield Utd        | FLC                  | 46+2       | 21+1       | 12+0       | 13+1       | FACup+CdL       | 1+3             | 0+2             | 0+1             | 0+1             | -                  | -                  | -                  | -                  | -                  | -           | -           | -           | -           | -           | 52     | 24     | 13     | 15     | 46,15      | 5º               |
| 2022-2023            | Sheffield Utd        | FLC                  | 46         | 28         | 7          | 11         | FACup+CdL       | 5+1             | 4+0             | 1+0             | 0+1             | -                  | -                  | -                  | -                  | -                  | -           | -           | -           | -           | -           | 52     | 32     | 8      | 12     | 61,54      | 2° (prom.)       |
| lug.-dic. 2023       | Sheffield Utd        | PL                   | 14         | 1          | 2          | 11         | FACup+CdL       | 0+1             | 0               | 0+1             | 0               | -                  | -                  | -                  | -                  | -                  | -           | -           | -           | -           | -           | 15     | 1      | 3      | 11     | &6,67      | Eson.            |
| Totale Sheffield Utd | Totale Sheffield Utd | Totale Sheffield Utd | 118        | 54         | 21         | 43         |                 | 12              | 6               | 3               | 3               |                    | -                  | -                  | -                  | -                  |             | -           | -           | -           | -           | 130    | 60     | 24     | 46     | 46,15      |                  |
| ago. 2024-2025       | Preston N.E.         | FLC                  | 4          | 1          | 2          | 1          | FACup+CdL       | 0+2             | 0+2             | 0+0             | 0+0             | -                  | -                  | -                  | -                  | -                  | -           | -           | -           | -           | -           | 6      | 3      | 2      | 1      | 50,00      | Sub., in carica  |
| Totale carriera      | Totale carriera      | Totale carriera      | 230        | 83         | 57         | 90         |                 | 30              | 14              | 9               | 7               |                    | -                  | -                  | -                  | -                  |             | 1           | 1           | 0           | 0           | 261    | 98     | 66     | 97     | 37,55      |                  |

## Palmarès

### Allenatore

#### Club

##### Competizioni nazionali
- Football League Trophy: 1

Barnsley: 2015-2016